# Corzano
Corzano är en ort och kommun i provinsen Brescia i regionen Lombardiet i Italien. Kommunen hade 1 423 invånare (2018).